# Heinrich Vogel (Politiker, 1912)
Heinrich Vogel (* 20. Februar 1912 in Laineck, heute Bayreuth; † 23. Januar 1997) war ein deutscher Politiker der CSU.
Vogel, der in der Landjugend aktiv war, übernahm 1935 den landwirtschaftlichen Hof seiner Eltern und setzte sich gegen den Nationalsozialismus ein. Im Zweiten Weltkrieg war er als Panzer-Grenadier und Pionier im Einsatz, ehe er von den Briten gefangen genommen wurde. Nach seiner Befreiung trat er der CSU bei, deren Kreisvorsitzender im Landkreis Bayreuth er von 1948 an war. Er gehörte dem Gemeinderat, dem Kreistag, dem Kreisausschuss und von 1954 bis 1966 dem Bayerischen Landtag an. In letzteren wurde er stets über die Wahlkreisliste in Oberfranken gewählt, er war Mitglied des Ausschusses für Ernährung und Landwirtschaft.
Vogel wohnte in Bindlach-Deps.